# Балковський провулок (Мелітополь)
Балковський провулок — провулок в Мелітополі. Починається від вулиці Ломоносова, приблизно в 200 м від її початку біля перехрестя з вулицею Гетьмана Сагайдачного і продовжується спуском в Кизиярську балку. Одне відгалуження провулка закінчується стежкою, що виходить на проспект 50-річчя Перемоги біля колишнього кінотеатру «Україна». Друге відгалуження переходить в ґрунтову дорогу вздовж Кизиярського струмка, від якої на проспект можна вийти через Селянський провулок або безпосередньо схилом балки.
Провулок складається з приватного сектора. Покриття ґрунтове.

## Назва
Провулок отримав свою назву через те, що більшою своєю частиною розташований в Кизиярській балці.
Раніше в Мелітополі також існувала Балківська вулиця на Червоній Горі. Вона згадується в 1924 році в описі земельного володіння.

## Історія
Балковский провулок вперше згадується 11 жовтня 1933 в постанові Мелітопольського райвиконкому, опублікованій в газеті «Радянський степ».